# Costanzo Di Girolamo
Costanzo Di Girolamo (Nàpols, 9 de juny de 1948 - Nàpols, 13 d'octubre de 2022) fou un romanista i catalanista italià.
Doctorat el 1970 a la Universitat de Nàpols amb una tesi sobre la llengua poètica d'Ausiàs Marc, va ser professor ajudant, responsable de filologia romànica, d'aquesta universitat entre els anys 1970 i 1972. També fou professor de llengua i literatura italianes a la Universitat McGill, a Mont-real, entre el 1972 i el 1974; professor adjunt de literatura romànica medieval a la Universitat Johns Hopkins, a Baltimore, entre 1974 i 1979; professor de Teoria de la Literatura a la Universitat de Calàbria, a Cosenza, entre 1977 i 1989; després en Filologia a la mateixa Universitat de Belles el 1989, i finalment retornà a la de Nàpols el 1989, exercint com a professor de filologia i lingüística romànica a la Universitat de Nàpols Federico II entre els anys 1989 i el 2018. També va ser becari resident del Harvard University Center for Italian Renaissance Studies de Villa I Tatti, a Florència entre 1977 i 1979. Especialista en teoria i crítica literària, va publicar nombrosos llibres, alguns dels quals han estat traduïts a diverses llengües. En el camp de la crítica és autor de Teoria crítica de la literatura (2001). Va idear i coordinar el Rialc: Repertorio informatizzato dell'antica letteratura catalana (www.rialc.unina.it) i el Rialto: Repertorio informatizzato dell'antica letteratura trobadorica e occitana (www.rialto.unina.it).

## Publicacions[3][2]
- Teoria e prassi della versificazione (1976)
- Critica della letterarietà (1978)
- Elementi di versificazione provenzale (1979)
- A Critical Theory of Literature (1981)
- Libru di lu transitu et vita di misser sanctu Iheronimu (1982)
- Teoría crítica de la literatura (1982)
- Elementi di teoria letteraria, en col·laboració amb Franco Brioschi (1984)
- Para uma crítica da teoria literária (1985)
- La forma del testo. Guida pratica alla stesura di tesi di laurea, relazioni, articoli, volumi en col·laboració amb Luca Toschi (1988)
- Introducción al estudio de la literatura en col·laboració amb Franco Brioschi i amb la col·laboració d'Alberto Blecua, Antonio Gargano i Carlos Vaíllo (1988)
- I trovatori (1989)
- Els trobadors, traducció de Núria Puigdevall Bafaluy (1994)
- Avviamento alla filologia provenzale en col·laboració amb Charmaine Lee (1996)
- Ausiàs March. Pagine del canzoniere (1998)
- Introduzione alla letteratura en col·laboració amb Franco Brioschi i Massimo Fusillo (2003)
- Filologia interpretativa (2019)
- Manualetto di metrica italiana (2021)